# Фукусима, Мидзухо
Мидзухо Фукусима (яп. 福島 瑞穂; род. 24 декабря 1955, Нобеока, Миядзаки) — японский политический и государственный деятель, член Палаты советников (с 1998), председатель «Социал-демократической партии Японии» (2003—2013, с 2020).

## Биография
Родилась 24 декабря 1955 года в Нобеоке, префектура Миядзаки, Япония.
В 1980 году окончила юридический факультет Токийского университета со степенью бакалавра права, а уже в 1987 году начала карьеру юриста, совмещая её с преподавательской деятельностью.
В июле 1998 года она была впервые избрана в Палату советников парламента Японии. В ноябре 2003 года она была избрана председателем Социал-демократической партии, а спустя несколько лет заняла пост государственного министра по вопросам прав потребителей и безопасности пищевых продуктов в кабинете Юкио Хатоямы. Она также занимала должность советника главы правительства. В мае 2010 года, после усиления разногласий в правительстве, Фукусима была освобождена от должности в правительстве, а позднее партия проголосовала за выход из правящей коалиции.
После объявления итогов выборов в Палату советников 2013 года она объявила о своей отставке с поста лидера партии, однако, в феврале 2020 года партия вновь проголосовала за её кандидатуру.